# Liz Benson
Elizabeth Benson, nom de scène Liz Benson, est une actrice du cinéma Nollywood. Elle commence sa carrière cinématographique alors qu'elle est enfant. Elle devient célèbre en raison de son rôle dans la série soap opera Fortunes, diffusée sur la Nigerian Television Authority en 1993 : elle y joue le rôle de Mme Agnes Johnson, pendant environ deux ans.
En 1994, son rôle dans Glamour Girls, un film sur le thème de la prostitution, change littéralement sa carrière. Étonnamment, juste au moment où sa popularité progresse, elle quitte soudainement les tournages, se convertit religieusement et commence à prêcher l'évangile. 
Après avoir perdu son premier mari, elle épouse, à l'occasion d'une simple cérémonie, l'évêque Great Emeya, en 2009.

## Filmographie
La filmographie de Liz Benson, comprend les films suivants , : 
- Toko taya (2007)
- Political Control (2006)
- Political Control 2 (2006)
- Political Control 3 (2006)
- Bridge-Stone (2005)
- Bridge-Stone 2 (2005)
- Crazy Passion (2005)
- Crazy Passion 2(2005)
- Day of Atonement (2005)
- Now & Forever(2005)
- Now & Forever 2 (2005)
- Squad Twenty-Three (2005)
- Squad Twenty-Three 2 (2005)
- Women in Power (2005)
- Women in Power 2 (2005)
- Inheritance (2004)
- Melody of Life (2004)
- Red Hot (2004)
- Turn Table (2004)
- Turn Table 2 (2004)
- World Apart (2004)
- World Apart 2 (2004)
- Èèkù-idà (2002)
- Èèkù-idà 2 (2002)
- Wisdom and Riches (2002)
- Wisdom and Riches 2 (2002)
- Dapo Junior (2000)
- Chain Reaction (1999)
- Diamond Ring (1998)
- Diamond Ring 2 (1998)
- Scores to Settle (1998)
- Witches (1998)
- Back to Life (1997)
- True Confession (1995)
- Glamour Girls (1994)
- Silenced (????)
- Dry (avec Stephanie Okereke) (2014)
- Dearest Mummy (2015)
- Hilarious Hilary (2015)

## Source de la traduction
- (en) Cet article est partiellement ou en totalité issu de l’article de Wikipédia en anglais intitulé « Liz Benson » (voir la liste des auteurs).